# متیدنیا
متیدنیا (به لاتین: Metideniya) یک منطقهٔ مسکونی در سری‌لانکا است که در استان مرکزی (سری‌لانکا) واقع شده‌است.